# Moncorneil-Derrière
Moncorneil-Derrière est une ancienne commune du Gers. En 1821, elle fusionne avec les communes de Moncorneil-Devant et Grazan pour former la commune de Moncorneil-Grazan.

## Géographie
L'ancienne commune de Moncorneil-Derrière constitue l'actuelle partie occidentale du territoire de Moncorneil-Grazan.

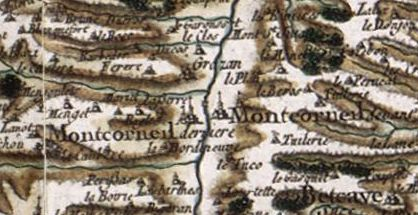
Moncorneil-Derrière sur la carte de Cassini de 1770.

## Toponymie
Entre 1793 et 1821, le nom de la commune est noté tantôt Moncorneil-Derrière tantôt Montcorneil-Derrière.

## Histoire
Moncorneil-Derrière est réunie en 1821 avec les communes de Grazan et Moncorneil-Devant pour former la nouvelle commune de Moncorneil-Grazan.

## Politique et administration

### Canton
En 1801, Moncorneil-Derrière, faisant anciennement partie du canton de Seissan, est rattaché au canton de Saramon.

### Liste des maires
| Période                                  | Période | Identité        | Étiquette | Qualité |
| ---------------------------------------- | ------- | --------------- | --------- | ------- |
| 1803                                     | 1815    | Larroucau       |           |         |
| 1815                                     | 1816    | Bernard Compans |           |         |
| 1816                                     | 1821    | Dominique Daude |           |         |
| Les données manquantes sont à compléter. |         |                 |           |         |

En 1821, Dominique Daude, maire de Moncorneil-Derrière, devient le maire de la nouvelle commune Moncorneil-Grazan.

## Population et société

### Démographie
La population est exprimée en nombre d'habitants.
| 1793 | 1800 | 1806 | 1821 |
| ---- | ---- | ---- | ---- |
| 130  | 112  | 120  | 163  |

## Culture locale et patrimoine

### Lieux et monuments
- L’église Saint-Jean Baptiste de Moncorneil-Derrière, initialement la chapelle du château depuis 1618 et reconstruite au XIXe siècle, elle possède un clocher-porche ;
- Le château, détruit en 1588 puis reconstruit en 1608, vendu sous Napoléon comme bien national à un habitant de Grazan, puis séparé en deux parties en 1839 et appartenant de nos jours à deux familles distinctes.